# کارل-هانز ریم
کارل-هانز ریم (آلمانی: Karl-Hans Riehm؛ زادهٔ ۳۱ مهٔ ۱۹۵۱) پرتاب‌گر چکش اهل آلمان است.